# Sagittaria engelmanniana
Sagittaria engelmanniana är en svaltingväxtart som beskrevs av Jared Gage Smith. Sagittaria engelmanniana ingår i släktet pilbladssläktet, och familjen svaltingväxter. Inga underarter finns listade.